# Mączniak prawdziwy astrowatych

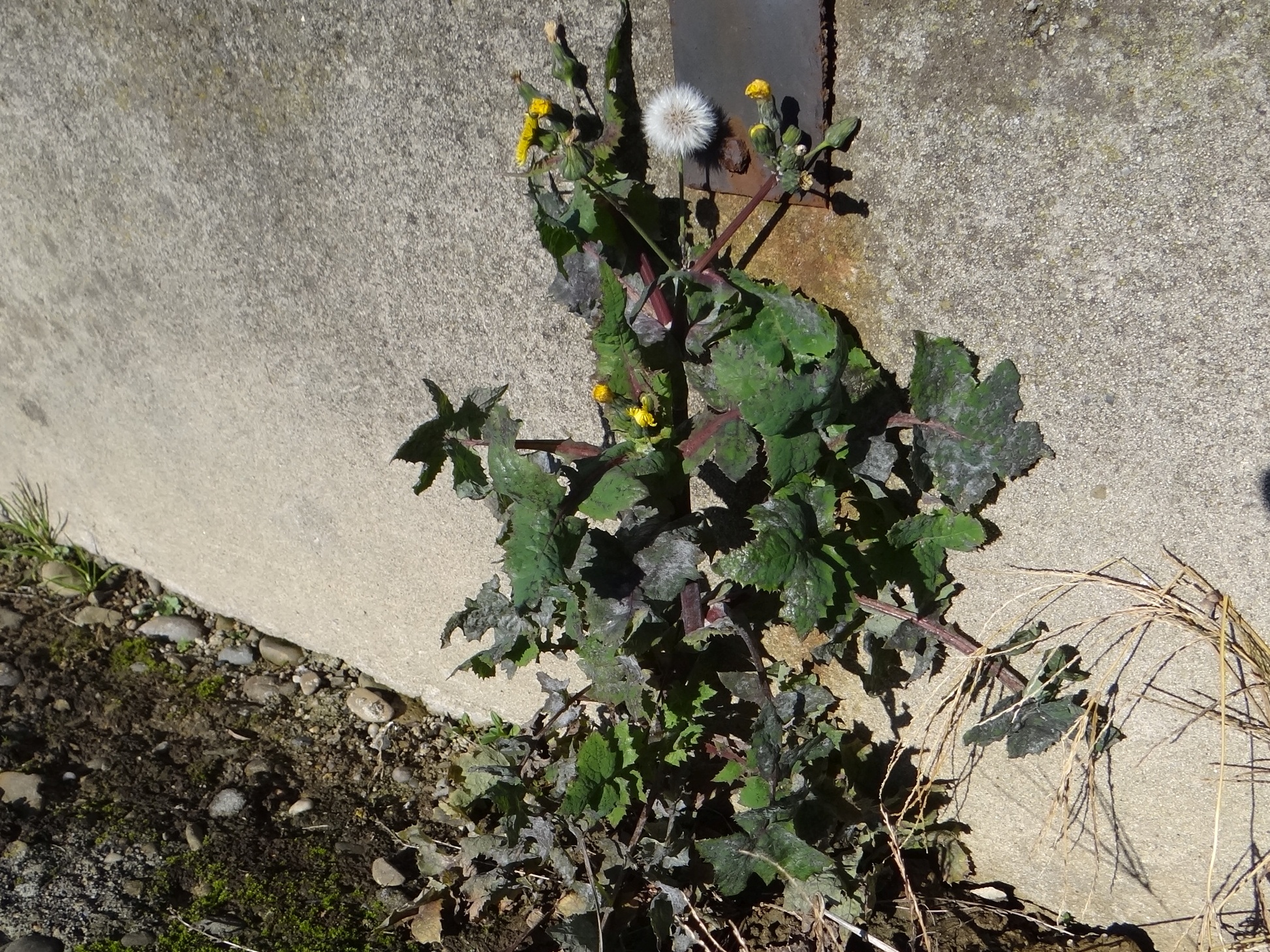
Mączniak prawdziwy astrowatych na dziko rosnącym mleczu zwyczajnym

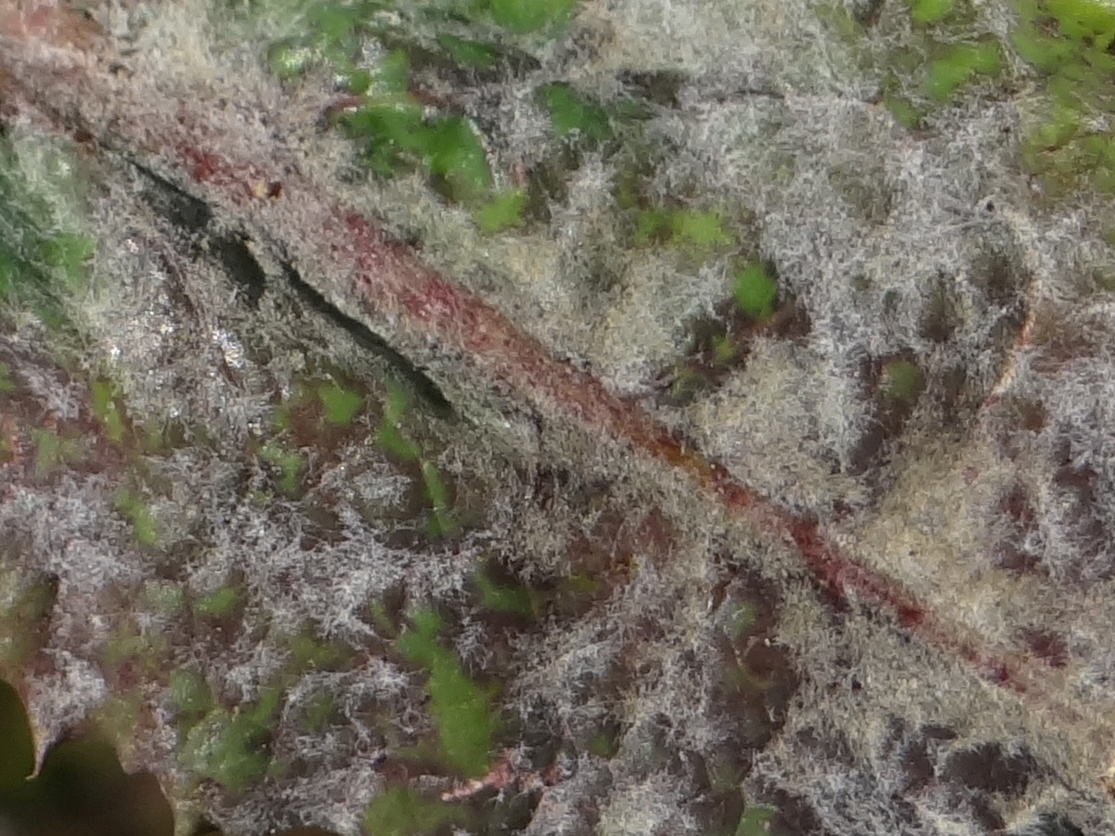
Nalot grzybni na liściu mlecza zwyczajnego

Mączniak prawdziwy astrowatych – grzybowa choroba roślin z rodziny astrowatych wywoływana przez Golovinomyces cichoracearum. Jest to choroba z grupy mączniaków prawdziwych.

## Występowanie i szkodliwość
Choroba występuje na licznych dziko rosnących gatunkach roślin z rodziny astrowatych (Asteraceae), nazywanych też złożonymi (Compositaceae), zarówno na roślinach dziko rosnących, jak i na roślinach uprawnych. Wśród roślin uprawnych poraża m.in. następujące rodzaje: aksamitka, aster, cykoria, cynia, dalia, gailardia, gerbera, gwiazdosz, kocanki, krwawnik, nawłoć, nagietek, omieg, przymiotno, sałata, rumianek, słoneczniczek, słonecznik, starzec, stokrotka, złocień, żeniszek. Jest rozprzestrzeniona na całym świecie, najbardziej na obszarach o klimacie umiarkowanym. Niektórym chorobom wywołanym przez Golovinomyces cichoracearum na roślinach użytkowych nadano nazwy. W Polsce są to (w nawiasie taksony porażanych roślin):
- mączniak prawdziwy astra (aster Aster sp.)
- mączniak prawdziwy astra chińskiego (aster chiński Callistephus chinensis)
- mączniak prawdziwy chabra (chaber Centaurea)
- mączniak prawdziwy gerbery (gerbera Gerbera)
- mączniak prawdziwy nawłoci (nawłoć Solidago)
- mączniak prawdziwy skorzonery (wężymord Scorzonera)
- mączniak prawdziwy słonecznika (słonecznik Helianthus)[3].

Atakuje także niektóre gatunki roślin z innych rodzin. Np. u ziemniaka powoduje mączniaka prawdziwego ziemniaka. U roślin uprawianych jako warzywa (np. sałata), mączniak prawdziwy astrowatych powoduje zmniejszenie plonu, u roślin ozdobnych obniżenie ich walorów dekoracyjnych.

## Objawy
Pierwszym objawem choroby jest biały, bardzo delikatny, pajęczynowaty nalot pojawiające się na liściach i łodygach porażonych roślin. Przy sprzyjającej dla mączniaków prawdziwych pogodzie, czyli ciepłych, słonecznych dniach i wilgotnych nocach plamy powiększają się, nalot zagęszcza się i w końcu może pokryć całą roślinę. Jest to grzybnia patogenu wytwarzająca bezpłciowo zarodniki konidialne. Nalot grzybni zajmuje powierzchnię asymilacyjną rośliny, czasami prowadzi do zniekształcenia jej organów, a silnie porażone liście przedwcześnie opadają.

## Etiologia i epidemiologia
Patogen najczęściej przezimowuje na roślinach wieloletnich. Czasami mogą na obumarłych częściach roślin przezimować także jego owocniki typu klejstotecjum. Na niektórych gatunkach roślin patogen tworzy tylko bezpłciowe konidia, na niektórych (np. na astrach, omiegach, rumianku, nawłoci, gailardii) tworzy także owocniki, w których powstają zarodniki płciowe – askospory. Infekcji pierwotnej mogą dokonywać zarówno konidia, jak i askospory. W okresie sezonu wegetacyjnego rozmnaża się tylko przez konidia.
Konidia wytwarzane przez patogena na porażonej sałacie kiełkują przy temperaturze 5–33 °C, ale przy temperaturze 5–10 °C, oraz powyżej 27 °C nie są w stanie dokonać infekcji.

## Ochrona
Ogranicza się rozwój choroby przez staranne usuwanie i niszczenie resztek roślin na polu, mogą w nich bowiem rozwijać się owocniki patogena. Zaleca się uprawę odmian odpornych, albo przynajmniej mniej podatnych na mączniaka prawdziwego. Przy pojawieniu się pierwszych objawów choroby rozpoczyna się opryskiwanie roślin odpowiednimi fungicydami. Stosuje się fungicydy strobilurinowe, pirymidyzynowe, triazolwe i chloronitrylowe.